# Seggiolone

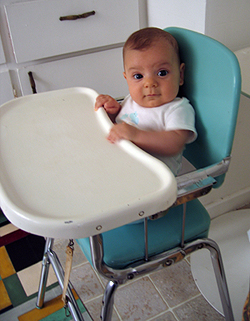
Un bambino seduto in un seggiolone.

Il seggiolone è un tipo di sedia utilizzabile da bambini nelle fasi iniziali della loro crescita (generalmente, fino al 36º mese di età).

## Descrizione
La seduta si trova ad una certa altezza da terra, in modo che un adulto è in grado di assistere il bambino da una posizione in piedi senza difficoltà. Solitamente è dotato di una base larga in modo da garantire una certa stabilità. 
Sono dotati anche di cinture di sicurezza da allacciare al bambino e prevenire accidentali cadute; e alcuni modelli hanno diversi accessori per intrattenere il bimbo. 

## Sicurezza
In Europa, la progettazione dei seggioloni deve seguire specifiche e rigide normedi sicurezza: la legge europea di riferimento è la EN 14988.
In Italia, il testo di legge viene tradotto e distribuito dall'UNI (Ente nazionale italiano di unificazione).